# Oxythyrea noemi
Oxythyrea noemi är en skalbaggsart som beskrevs av Reiche och Saylcy 1856. Oxythyrea noemi ingår i släktet Oxythyrea och familjen Cetoniidae. Inga underarter finns listade i Catalogue of Life.